# Все души (серия книг)
Трилогия «Все души» — это серия книг, написанная Деборой Харкнесс. Книги рассказывают историю ведьмы по имени Диана и вампира по имени Мэтью, которым, похоже, суждено быть вместе. Они сталкиваются со многими трудностями и вынуждены защищать себя и друг друга от себе подобных.

## О цикле
Историк Оксфорда и ведьма Диана Бишоп находит в библиотеке университета заколдованную алхимическую рукопись. Чтобы узнать о ней больше, Диана с головой погружается в мир магии — жуткий и притягательный одновременно. На помощь ведьме приходит вампир и генетик Мэттью. Несмотря на многолетнюю вражду между их видами, Диана и Мэттью решают вместе отправиться в опасное путешествие и раскрыть все тайны рукописи.

### Книги
- «Открытие Ведьм»
- «Тень ночи»
- «Книга жизни»

#### Спин-офф серии
- «Легенды крови и времени»

## Персонажи
- Диана Бишоп — центральный персонаж трилогии "Все души; ведьма, не обученная своим силам; доктор философии в Йельском университете; изучает историю алхимии в Оксфорде.

- Мэтью Клермонт - центральный персонаж трилогии «Все души»; любовный интерес Дианы Бишоп; генетик, профессор биохимии, вампир и член Колледжа всех душ Оксфордского университета.
- Маркус Уитмор — вампирский сын Мэттью и коллега в лаборатории; врач
- Сара Бишоп — тётка Дианы Бишоп, ведьма.

## Экранизации
14 сентября 2018 года на телеканале Sky One состоялась премьера сериала «Открытие ведьм» по мотивам трилогии Деборы Харкнесс «Все души».
2 ноября 2018 года сериал был продлён на второй и третий сезоны. Премьера второго сезона состоялась 8 января 2021 года.